# بادی هاچینز
بادی هاچینز (انگلیسی: Buddy Hutchins) فیلمی آمریکایی در سبک ماجراجویی، هیجان انگیز و درام به کارگردانی جرد کوهن است که در سال ۲۰۱۵ منتشر شد.

## داستان
بادی هاچینز یک آدم معمولی هست که به بهترین نحو ممکن از همسر و دو فرزندش نگهداری می‌کند اما وقتی که در کسب و کارش شکست می‌خورد و زندگیش دچار مشکل می‌شود تحت فشار شدید قرار می‌گیرد و تبدیل به یک آدم خشن می‌شود که از هیچ چیز ابایی ندارد.